# Victor Georgian Păun
Victor Georgian Păun (n. 10 aprilie 1994, Calafat, jud. Dolj) este un jucător de baschet din România. În prezent este legitimat la clubul BC SCM Timisoara, la care a jucat în Liga Națională de Baschet a României. Actualmente Păun Georgian este unul dintre jucatorii tineri autohtoni care a făcut parte din toate categoriile de varsta la lotul national, el fiind considerat de specialiști drept o mare speranță a baschetului masculin românesc.